# Kościół Ewangelicko-Luterański w Gruzji

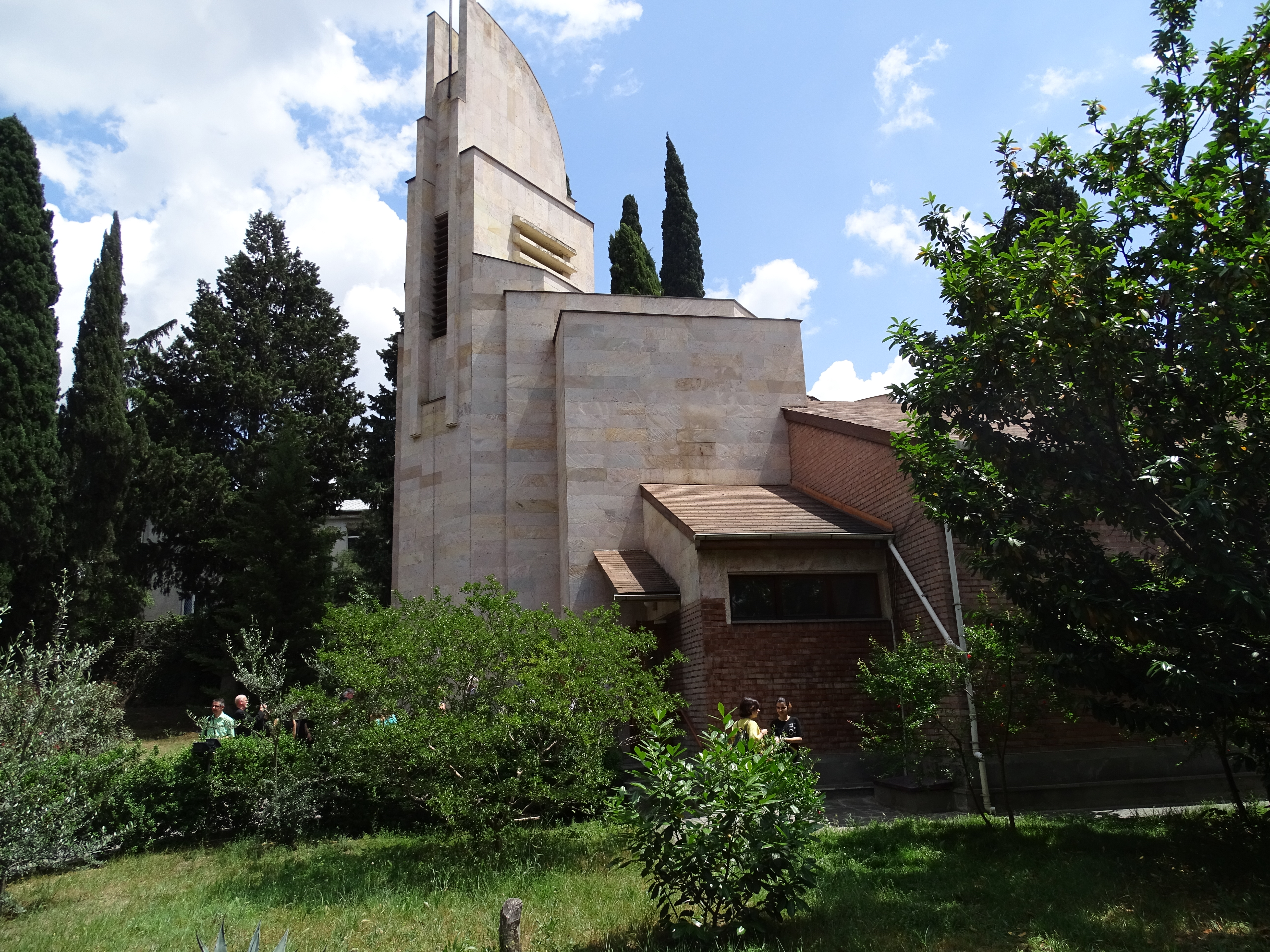
Kościół Pojednania w Tbilisi

Kościół Ewangelicko-Luterański w Gruzji (gruz. ევანგელისტურ-ლუთერანული ეკლესია საქართველოში, ros. Евангелическо-Лютеранская Церковь в Грузии) – kościół luterański w Gruzji. Stanowi jeden z regionalnych kościołów tworzących Unię Kościołów Ewangelicko-Luterańskich w Rosji i Innych Państwach.

## Historia
Obecność luteranizmu w Gruzji związana jest z emigracją niemiecką na tamten teren mającą miejsce w latach 1817–1818. Utworzono siedem nowych kolonii dla osadników oraz przedmieście Tyflisu o nazwie Nowe Tbilisi.
W latach 20. XX wieku na terenie Kaukazu Południowego zamieszkiwało około 50.000 etnicznych Niemców, w większości na obszarze Gruzji.
W 1931 wydano zakaz sprawowania nabożeństw w Tyflisie, a miejscowy ksiądz Richard Mayer został aresztowany i zamordowany w 1933 roku w Moskwie. Ofiarami represji padali też inni duchowni, a także członkowie rad parafialnych. Budynki kościelne były niszczone.
Po ataku Niemiec na ZSRR, na mocy dekretu Rady Najwyższej z 28 sierpnia 1941 wysiedleni zostali Niemcy zamieszkujący jedynie Powołże. Jednakże 8 października 1941 Państwowy Komitet Obrony ZSRR uzupełnił go dodatkowym rozporządzeniem mówiącym o wydaleniu Niemców, którzy zamieszkują obszar Republik Radzieckich Gruzji, Armenii i Azerbejdżanu. Aresztowano 45 tysięcy osób, a następnie w okresie 15 października 1941 do 12 listopada tego samego roku zostali oni deportowani. Kolejne transporty przesiedleńców miały miejsce w 1942.
Odrodzenie życia społeczności ewangelickiej miało miejsce dopiero po 1991, początkowo posługi religijne zaczęły być sprawowane w Tbilisi, a następnie rozpoczęto działalność również w innych miejscowościach. W latach 1995–1997 został wybudowany Kościół Pojednania w Tbilisi z centrum parafialnym, a na przełomie 1998-1999 powstał dom zborowy w Rustawi, będący drugim co do wielkości zborem w kraju. W 1999 zbór w Bolnisi pozyskał budynek Domu Kultury Niemieckiej, a od końca 2000 własny lokal wynajmuje zbór w Gardabani. Od 2003 nabożeństwa domowe odbywają się również w Bordżomi.
W marcu 1999 w związku z katastrofalną sytuacją gospodarczą kraju, działalność rozpoczęła Diakonia Ewangelicko-Luterańska w Gruzji, początkowo działająca organizacja pomocy sąsiedzkiej. W latach 1998–2000 powstał budynek kolejnej stacji diakonijnej, otwartej 8 lipca 2000 w Tbilisi. Oprócz opieki medycznej i pomocy żywnościowej, prowadzony jest tam dom opieki dla osób starszych.

## Parafie kościoła
Do kościoła należy pięć parafii oraz jeden filiał. Biskup kościoła sprawuje również opiekę duszpasterską nad niezależnym zborem w Suchumi w Abchazji.
- parafia w Bolnisi
- parafia w Bordżomi
- parafia w Gardabani
- parafia w Rustawi
- parafia w Tbilisi
  - filiał w Asureti